# Ел Гринавеј
Ел Гринавеј (енгл. Elle Greenaway) је лик из Си-Би-Есове криминалистичке серије „Злочиначки умови“, а тумачила ју је Лола Глаудини.

## Биографија лика
Пре доласка у Јединицу за анализу понашања, Гринавеј је радила у ФБИ-јевој теренској канцеларији у Сијетлу, а њена специјалност је била профилисање сексуалних преступника, што је способност која се показала врло корисном за тим. Њена мајка је Кубанка, па тако Ел течно говори шпански језик, што је приказано у епизоди прве сезоне „Machismo“. Њен отац је био полицајац који је погинуо на дужности.

## Време у ЈАП-у
Ел се придружује ЈАП-у одмах након успешно решеног случаја у пилот епизоди. Џејсон Гидион, који се недавно вратио на дужност након полугодишњег одсуства, користио је њен досије као водич у случају, а окарактерисао ју је као нестрпљиву, рекавши јој да то поправи код себе. Такође је постала добра пријатељица са Џеј-Џеј када су се упознале 2006. године.
Била је релативно успешна у раду све до финала прве сезоне („The Fisher King, Part 1“), у којем ју је Рандал Гарнер, психотични осумњиченик кога је ЈАП истраживао, изненадио у њеном стану, пуцао у њу, а затим гурнуо прсте у рану и њеном крвљу на зиду написао једну реч: ПРАВИЛА. Из тог разлога је отишла на 4-месечно одсуство како би се опоравила, средила и покушала да настави са животом. Иако се опоравила од физичких повреда, остали су јој психолошки ожиљци, који су на крају довели до потпуне промене њене личности. Некада отворена и пуна осмеха, Ел је постала удаљена, повучена и врло напета.
Када се вратила на посао, прилично ју је потресао случај једног серијског силоватеља и након тога је хладнокрвно упуцала починиоца. Случај је проглашен самоодбраном, што је било очигледно заташкавање од стране полиције, иако је изгледало да њене колеге из тима мисле другачије.
Рид је окривио себе што није уочио знакове јер је раније те вечери навратио до ње да види да ли је добро након што је мало попила. Недуго након тога, у епизоди „Boogeyman“, дала је отказ, предавши своју значку и пиштољ. Такође је рекла Хочнеру да то није признање кривице и да би, кад би морала све поново да уради, опет исто поступила. Тако је Ел заувек напустила ЈАП, а на њено место је убрзо након тога дошла Емили Прентис.
У стварном животу, глумица која је играла Ел, Лола Глаудини, напустила је серију јер је била несрећна са животом у Лос Анђелесу и хтела је да се врати на источну обалу.